# 救命緝約
是一部2022年美國動作片，講述詹姆士·哈柏（James Harper）被迫從美國陸軍特種部隊退伍後為了養家糊口，與好友一起加入私人軍事組織，並在資深前輩的指揮下前往東歐執行機密任務，但返家途中危機重重。電影為瑞典籍導演塔里克·沙利赫的首部英語執導作；劇本由J·P·戴維斯編寫，克里斯·潘恩、班·佛斯特、吉利安·雅各布斯、埃迪·馬森、佛洛里安·蒙特亞努及基佛·蘇德蘭主演。
本片由派拉蒙影業排定2022年4月1日美國上映。

## 劇情
詹姆士·哈柏中士被迫從美國陸軍特種部隊退伍，導致喪失了養老金，口袋空空的他為了養家糊口，與好友一起加入私人軍事組織。受資深前輩的指揮下，他和隊友前往東歐執行機密任務，但卻惹來殺身之禍，使詹姆士不得不違背契約，在返回家鄉的途中防範各路殺機。

## 演員
- 克里斯·潘恩飾演詹姆士·哈柏（James Harper）[6]
- 班·佛斯特飾演麥克（Mike）[7]
- 吉利安·雅各布斯飾演布莉安娜·哈柏（Brianne Harper）[7]
- 埃迪·馬森飾演維吉爾（Virgil）[8]
- 基佛·蘇德蘭飾演魯斯提·詹尼斯（Rusty Jennings）[9]
- 妮娜·霍斯飾演卡蒂亞（Katia）[8]
- 阿蜜拉·卡薩飾演席薇亞（Sylvia）[8]
- 法瑞斯·法瑞斯飾演沙利姆·穆罕默德·穆赫辛（Salim Mohamed Mohsin）[8]
- J·D·帕爾多飾演艾瑞克（Eric）[8]
- 佛洛里安·蒙特亞努飾演考夫曼（Kaufman）[10]

## 製作

### 發展
本片最初名為《暴力行動》（Violence of Action）。據2019年5月的報導，電影由瑞典籍導演塔里克·沙利赫執導（首部英語執導作），J·P·戴維斯編寫劇本，有望於秋季拍攝。電影由雷霆之路影業的貝索·伊旺尼克和艾莉卡·李（Erica Lee）製片，埃絲特·霍恩斯坦（Esther Hornstein）聯合製片。執行製片人包括30威斯特（30West）的丹·弗里德金、麥卡·格林（Micah Green）和丹·斯坦曼（Dan Steinman），以及湯姆·拉薩利（Tom Lassally）、喬許·布拉特曼（Josh Bratman）和兼任主演的克里斯·潘恩。2019年11月，電影已更名為《救命緝約》。

### 選角
2019年5月消息對外公開的同時，克里斯·潘恩簽約擔任主演。10月，班·佛斯特和吉利安·雅各布斯確認參演。12月，埃迪·馬森、妮娜·霍斯、阿蜜拉·卡薩、法瑞斯·法瑞斯及J·D·帕爾多加入演出陣容。基佛·蘇德蘭與佛洛里安·蒙特亞努也參與了演出。

### 拍攝
2019年11月，電影在羅馬尼亞展開為期約八週的主要拍攝。後在美國和德國拍攝。2019年底宣告殺青。

## 發行
勝圖影業2021年2月獲得了《救命緝約》的美國發行權。電影定檔2022年4月1日美國上映，此前曾改至2021年12月10日及2022年3月18日。2022年2月，派拉蒙家庭娛樂和Showtime取得發行權。在美國，派拉蒙將本片安排有限上映和VOD發行，並在同年下半登上Paramount+及Showtime。
2022年2月16日，官方發表首支預告片。

## 反響

### 評價
《救命緝約》在業界口碑褒貶不一。評論匯總網站爛番茄根據40條評論，本片獲得43%的新鮮度，均分5.50／10。在Metacritic網站上根據13條評論，獲得50分，屬「好壞各半參雜的評價」。

## 外部連結
- 互联网电影数据库（IMDb）上《救命緝約》的资料（英文）